# Parellisina falcata
Parellisina falcata är en mossdjursart som först beskrevs av William MacGillivray 1869.  Parellisina falcata ingår i släktet Parellisina och familjen Calloporidae. Inga underarter finns listade i Catalogue of Life.